# Tamás Sándor
Tamás Sándor (Debrecen, 20 juni 1974) is een Hongaars betaald voetballer die bij voorkeur op het middenveld speelt. Hij verruilde in 2009 na achttien jaar profvoetbal Debreceni VSC voor amateurclub Báránd KSE. Sándor werd in 1996, 2004 en 2005 verkozen tot speler van het jaar in Hongarije.
Van 1994 tot en met 2000 speelde hij elf interlands voor het Hongaars voetbalelftal. Hij vertegenwoordigde zijn vaderland eveneens op de Olympische Spelen 1996 in Atlanta. Door drie nederlagen op rij werd de Hongaarse olympische selectie onder leiding van bondscoach Antal Dunai al in de groepsronde uitgeschakeld.

## Interlandcarrière
| No. | Datum      | Wedstrijd                | Uitslag | Competitie        | Goals |
| --- | ---------- | ------------------------ | ------- | ----------------- | ----- |
| 1.  | 20-04-1994 | Denemarken – Hongarije   | 3–1     | vriendschappelijk | –     |
| 2.  | 04-05-1994 | Polen – Hongarije        | 3–2     | vriendschappelijk | –     |
| 3.  | 14-12-1994 | Mexico – Hongarije       | 5–1     | vriendschappelijk | –     |
| 4.  | 08-03-1995 | Hongarije – Letland      | 3–1     | vriendschappelijk | –     |
| 5.  | 14-08-1996 | Hongarije – V.A.E.       | 3–1     | vriendschappelijk | –     |
| 6.  | 01-09-1996 | Hongarije – Finland      | 1–0     | WK-kwalificatie   | –     |
| 7.  | 10-11-1996 | Azerbeidzjan – Hongarije | 0–3     | WK-kwalificatie   | –     |
| 8.  | 19-03-1997 | Malta – Hongarije        | 1–4     | vriendschappelijk | –     |
| 9.  | 08-06-1997 | Hongarije – Noorwegen    | 1–1     | WK-kwalificatie   | –     |
| 10. | 06-08-1997 | Hongarije – Malta        | 3–0     | vriendschappelijk | –     |
| 11. | 29-03-2000 | Hongarije – Polen        | 0–0     | vriendschappelijk | –     |